# Wilhelm Massmann
Wilhelm Massmann, scritto anche Maßmann (Preetz, 6 luglio 1895 – Kiel, 17 dicembre 1974), è stato un compositore di scacchi tedesco.
Compositore di circa 1200 problemi di vari generi, con preferenza per le miniature. Nel 1924 fondò, insieme ad Anton Trilling, la rivista Die Schwalbe, di cui fu direttore dal 1938 al 1939 succedendo ad Edward Birgfeld.
Fu uno dei maggiori esponenti della scuola logica e strategica, che, diversamente dalla scuola boema, attribuisce maggior valore all'eleganza delle varianti della soluzione rispetto a quella delle posizioni di matto. Insieme a Karl Fabel e Franz Palatz scrisse il libro Kleinkunst: 120 Schachminiaturen (Praga, 1943), che nel 1963 ebbe una seconda edizione ampliata da Fabel e Speckmann, che aggiunsero anche 50 sue miniature.
Tradusse in tedesco il libro di Alain C. White su Sam Loyd (Sam Loyd und seine Schachaufgaben, Lipsia, 1926) e l'opuscolo di Thomas Rayner Dawson Caissa's Fairy Tales.
|   | a | b | c | d | e | f | g | h |   |
| 8 | f6 donna del bianco · b4 pedone del bianco · d4 pedone del nero · e4 re del nero · d3 torre del bianco · e3 pedone del bianco · c2 re del bianco | f6 donna del bianco · b4 pedone del bianco · d4 pedone del nero · e4 re del nero · d3 torre del bianco · e3 pedone del bianco · c2 re del bianco | f6 donna del bianco · b4 pedone del bianco · d4 pedone del nero · e4 re del nero · d3 torre del bianco · e3 pedone del bianco · c2 re del bianco | f6 donna del bianco · b4 pedone del bianco · d4 pedone del nero · e4 re del nero · d3 torre del bianco · e3 pedone del bianco · c2 re del bianco | f6 donna del bianco · b4 pedone del bianco · d4 pedone del nero · e4 re del nero · d3 torre del bianco · e3 pedone del bianco · c2 re del bianco | f6 donna del bianco · b4 pedone del bianco · d4 pedone del nero · e4 re del nero · d3 torre del bianco · e3 pedone del bianco · c2 re del bianco | f6 donna del bianco · b4 pedone del bianco · d4 pedone del nero · e4 re del nero · d3 torre del bianco · e3 pedone del bianco · c2 re del bianco | f6 donna del bianco · b4 pedone del bianco · d4 pedone del nero · e4 re del nero · d3 torre del bianco · e3 pedone del bianco · c2 re del bianco | 8 |
| 7 | f6 donna del bianco · b4 pedone del bianco · d4 pedone del nero · e4 re del nero · d3 torre del bianco · e3 pedone del bianco · c2 re del bianco | f6 donna del bianco · b4 pedone del bianco · d4 pedone del nero · e4 re del nero · d3 torre del bianco · e3 pedone del bianco · c2 re del bianco | f6 donna del bianco · b4 pedone del bianco · d4 pedone del nero · e4 re del nero · d3 torre del bianco · e3 pedone del bianco · c2 re del bianco | f6 donna del bianco · b4 pedone del bianco · d4 pedone del nero · e4 re del nero · d3 torre del bianco · e3 pedone del bianco · c2 re del bianco | f6 donna del bianco · b4 pedone del bianco · d4 pedone del nero · e4 re del nero · d3 torre del bianco · e3 pedone del bianco · c2 re del bianco | f6 donna del bianco · b4 pedone del bianco · d4 pedone del nero · e4 re del nero · d3 torre del bianco · e3 pedone del bianco · c2 re del bianco | f6 donna del bianco · b4 pedone del bianco · d4 pedone del nero · e4 re del nero · d3 torre del bianco · e3 pedone del bianco · c2 re del bianco | f6 donna del bianco · b4 pedone del bianco · d4 pedone del nero · e4 re del nero · d3 torre del bianco · e3 pedone del bianco · c2 re del bianco | 7 |
| 6 | f6 donna del bianco · b4 pedone del bianco · d4 pedone del nero · e4 re del nero · d3 torre del bianco · e3 pedone del bianco · c2 re del bianco | f6 donna del bianco · b4 pedone del bianco · d4 pedone del nero · e4 re del nero · d3 torre del bianco · e3 pedone del bianco · c2 re del bianco | f6 donna del bianco · b4 pedone del bianco · d4 pedone del nero · e4 re del nero · d3 torre del bianco · e3 pedone del bianco · c2 re del bianco | f6 donna del bianco · b4 pedone del bianco · d4 pedone del nero · e4 re del nero · d3 torre del bianco · e3 pedone del bianco · c2 re del bianco | f6 donna del bianco · b4 pedone del bianco · d4 pedone del nero · e4 re del nero · d3 torre del bianco · e3 pedone del bianco · c2 re del bianco | f6 donna del bianco · b4 pedone del bianco · d4 pedone del nero · e4 re del nero · d3 torre del bianco · e3 pedone del bianco · c2 re del bianco | f6 donna del bianco · b4 pedone del bianco · d4 pedone del nero · e4 re del nero · d3 torre del bianco · e3 pedone del bianco · c2 re del bianco | f6 donna del bianco · b4 pedone del bianco · d4 pedone del nero · e4 re del nero · d3 torre del bianco · e3 pedone del bianco · c2 re del bianco | 6 |
| 5 | f6 donna del bianco · b4 pedone del bianco · d4 pedone del nero · e4 re del nero · d3 torre del bianco · e3 pedone del bianco · c2 re del bianco | f6 donna del bianco · b4 pedone del bianco · d4 pedone del nero · e4 re del nero · d3 torre del bianco · e3 pedone del bianco · c2 re del bianco | f6 donna del bianco · b4 pedone del bianco · d4 pedone del nero · e4 re del nero · d3 torre del bianco · e3 pedone del bianco · c2 re del bianco | f6 donna del bianco · b4 pedone del bianco · d4 pedone del nero · e4 re del nero · d3 torre del bianco · e3 pedone del bianco · c2 re del bianco | f6 donna del bianco · b4 pedone del bianco · d4 pedone del nero · e4 re del nero · d3 torre del bianco · e3 pedone del bianco · c2 re del bianco | f6 donna del bianco · b4 pedone del bianco · d4 pedone del nero · e4 re del nero · d3 torre del bianco · e3 pedone del bianco · c2 re del bianco | f6 donna del bianco · b4 pedone del bianco · d4 pedone del nero · e4 re del nero · d3 torre del bianco · e3 pedone del bianco · c2 re del bianco | f6 donna del bianco · b4 pedone del bianco · d4 pedone del nero · e4 re del nero · d3 torre del bianco · e3 pedone del bianco · c2 re del bianco | 5 |
| 4 | f6 donna del bianco · b4 pedone del bianco · d4 pedone del nero · e4 re del nero · d3 torre del bianco · e3 pedone del bianco · c2 re del bianco | f6 donna del bianco · b4 pedone del bianco · d4 pedone del nero · e4 re del nero · d3 torre del bianco · e3 pedone del bianco · c2 re del bianco | f6 donna del bianco · b4 pedone del bianco · d4 pedone del nero · e4 re del nero · d3 torre del bianco · e3 pedone del bianco · c2 re del bianco | f6 donna del bianco · b4 pedone del bianco · d4 pedone del nero · e4 re del nero · d3 torre del bianco · e3 pedone del bianco · c2 re del bianco | f6 donna del bianco · b4 pedone del bianco · d4 pedone del nero · e4 re del nero · d3 torre del bianco · e3 pedone del bianco · c2 re del bianco | f6 donna del bianco · b4 pedone del bianco · d4 pedone del nero · e4 re del nero · d3 torre del bianco · e3 pedone del bianco · c2 re del bianco | f6 donna del bianco · b4 pedone del bianco · d4 pedone del nero · e4 re del nero · d3 torre del bianco · e3 pedone del bianco · c2 re del bianco | f6 donna del bianco · b4 pedone del bianco · d4 pedone del nero · e4 re del nero · d3 torre del bianco · e3 pedone del bianco · c2 re del bianco | 4 |
| 3 | f6 donna del bianco · b4 pedone del bianco · d4 pedone del nero · e4 re del nero · d3 torre del bianco · e3 pedone del bianco · c2 re del bianco | f6 donna del bianco · b4 pedone del bianco · d4 pedone del nero · e4 re del nero · d3 torre del bianco · e3 pedone del bianco · c2 re del bianco | f6 donna del bianco · b4 pedone del bianco · d4 pedone del nero · e4 re del nero · d3 torre del bianco · e3 pedone del bianco · c2 re del bianco | f6 donna del bianco · b4 pedone del bianco · d4 pedone del nero · e4 re del nero · d3 torre del bianco · e3 pedone del bianco · c2 re del bianco | f6 donna del bianco · b4 pedone del bianco · d4 pedone del nero · e4 re del nero · d3 torre del bianco · e3 pedone del bianco · c2 re del bianco | f6 donna del bianco · b4 pedone del bianco · d4 pedone del nero · e4 re del nero · d3 torre del bianco · e3 pedone del bianco · c2 re del bianco | f6 donna del bianco · b4 pedone del bianco · d4 pedone del nero · e4 re del nero · d3 torre del bianco · e3 pedone del bianco · c2 re del bianco | f6 donna del bianco · b4 pedone del bianco · d4 pedone del nero · e4 re del nero · d3 torre del bianco · e3 pedone del bianco · c2 re del bianco | 3 |
| 2 | f6 donna del bianco · b4 pedone del bianco · d4 pedone del nero · e4 re del nero · d3 torre del bianco · e3 pedone del bianco · c2 re del bianco | f6 donna del bianco · b4 pedone del bianco · d4 pedone del nero · e4 re del nero · d3 torre del bianco · e3 pedone del bianco · c2 re del bianco | f6 donna del bianco · b4 pedone del bianco · d4 pedone del nero · e4 re del nero · d3 torre del bianco · e3 pedone del bianco · c2 re del bianco | f6 donna del bianco · b4 pedone del bianco · d4 pedone del nero · e4 re del nero · d3 torre del bianco · e3 pedone del bianco · c2 re del bianco | f6 donna del bianco · b4 pedone del bianco · d4 pedone del nero · e4 re del nero · d3 torre del bianco · e3 pedone del bianco · c2 re del bianco | f6 donna del bianco · b4 pedone del bianco · d4 pedone del nero · e4 re del nero · d3 torre del bianco · e3 pedone del bianco · c2 re del bianco | f6 donna del bianco · b4 pedone del bianco · d4 pedone del nero · e4 re del nero · d3 torre del bianco · e3 pedone del bianco · c2 re del bianco | f6 donna del bianco · b4 pedone del bianco · d4 pedone del nero · e4 re del nero · d3 torre del bianco · e3 pedone del bianco · c2 re del bianco | 2 |
| 1 | f6 donna del bianco · b4 pedone del bianco · d4 pedone del nero · e4 re del nero · d3 torre del bianco · e3 pedone del bianco · c2 re del bianco | f6 donna del bianco · b4 pedone del bianco · d4 pedone del nero · e4 re del nero · d3 torre del bianco · e3 pedone del bianco · c2 re del bianco | f6 donna del bianco · b4 pedone del bianco · d4 pedone del nero · e4 re del nero · d3 torre del bianco · e3 pedone del bianco · c2 re del bianco | f6 donna del bianco · b4 pedone del bianco · d4 pedone del nero · e4 re del nero · d3 torre del bianco · e3 pedone del bianco · c2 re del bianco | f6 donna del bianco · b4 pedone del bianco · d4 pedone del nero · e4 re del nero · d3 torre del bianco · e3 pedone del bianco · c2 re del bianco | f6 donna del bianco · b4 pedone del bianco · d4 pedone del nero · e4 re del nero · d3 torre del bianco · e3 pedone del bianco · c2 re del bianco | f6 donna del bianco · b4 pedone del bianco · d4 pedone del nero · e4 re del nero · d3 torre del bianco · e3 pedone del bianco · c2 re del bianco | f6 donna del bianco · b4 pedone del bianco · d4 pedone del nero · e4 re del nero · d3 torre del bianco · e3 pedone del bianco · c2 re del bianco | 1 |
|   | a | b | c | d | e | f | g | h |   |

|   | a | b | c | d | e | f | g | h |   |
| 8 | a8 torre del nero · c7 pedone del nero · d7 torre del bianco · e7 alfiere del bianco · g7 pedone del nero · d6 cavallo del nero · f6 cavallo del bianco · c5 pedone del nero · e5 cavallo del bianco · g5 pedone del nero · f4 pedone del nero · g4 pedone del bianco · h4 re del nero · a3 torre del nero · f3 donna del bianco · d2 pedone del bianco · h2 re del bianco · b1 alfiere del nero · c1 alfiere del nero · d1 cavallo del nero | a8 torre del nero · c7 pedone del nero · d7 torre del bianco · e7 alfiere del bianco · g7 pedone del nero · d6 cavallo del nero · f6 cavallo del bianco · c5 pedone del nero · e5 cavallo del bianco · g5 pedone del nero · f4 pedone del nero · g4 pedone del bianco · h4 re del nero · a3 torre del nero · f3 donna del bianco · d2 pedone del bianco · h2 re del bianco · b1 alfiere del nero · c1 alfiere del nero · d1 cavallo del nero | a8 torre del nero · c7 pedone del nero · d7 torre del bianco · e7 alfiere del bianco · g7 pedone del nero · d6 cavallo del nero · f6 cavallo del bianco · c5 pedone del nero · e5 cavallo del bianco · g5 pedone del nero · f4 pedone del nero · g4 pedone del bianco · h4 re del nero · a3 torre del nero · f3 donna del bianco · d2 pedone del bianco · h2 re del bianco · b1 alfiere del nero · c1 alfiere del nero · d1 cavallo del nero | a8 torre del nero · c7 pedone del nero · d7 torre del bianco · e7 alfiere del bianco · g7 pedone del nero · d6 cavallo del nero · f6 cavallo del bianco · c5 pedone del nero · e5 cavallo del bianco · g5 pedone del nero · f4 pedone del nero · g4 pedone del bianco · h4 re del nero · a3 torre del nero · f3 donna del bianco · d2 pedone del bianco · h2 re del bianco · b1 alfiere del nero · c1 alfiere del nero · d1 cavallo del nero | a8 torre del nero · c7 pedone del nero · d7 torre del bianco · e7 alfiere del bianco · g7 pedone del nero · d6 cavallo del nero · f6 cavallo del bianco · c5 pedone del nero · e5 cavallo del bianco · g5 pedone del nero · f4 pedone del nero · g4 pedone del bianco · h4 re del nero · a3 torre del nero · f3 donna del bianco · d2 pedone del bianco · h2 re del bianco · b1 alfiere del nero · c1 alfiere del nero · d1 cavallo del nero | a8 torre del nero · c7 pedone del nero · d7 torre del bianco · e7 alfiere del bianco · g7 pedone del nero · d6 cavallo del nero · f6 cavallo del bianco · c5 pedone del nero · e5 cavallo del bianco · g5 pedone del nero · f4 pedone del nero · g4 pedone del bianco · h4 re del nero · a3 torre del nero · f3 donna del bianco · d2 pedone del bianco · h2 re del bianco · b1 alfiere del nero · c1 alfiere del nero · d1 cavallo del nero | a8 torre del nero · c7 pedone del nero · d7 torre del bianco · e7 alfiere del bianco · g7 pedone del nero · d6 cavallo del nero · f6 cavallo del bianco · c5 pedone del nero · e5 cavallo del bianco · g5 pedone del nero · f4 pedone del nero · g4 pedone del bianco · h4 re del nero · a3 torre del nero · f3 donna del bianco · d2 pedone del bianco · h2 re del bianco · b1 alfiere del nero · c1 alfiere del nero · d1 cavallo del nero | a8 torre del nero · c7 pedone del nero · d7 torre del bianco · e7 alfiere del bianco · g7 pedone del nero · d6 cavallo del nero · f6 cavallo del bianco · c5 pedone del nero · e5 cavallo del bianco · g5 pedone del nero · f4 pedone del nero · g4 pedone del bianco · h4 re del nero · a3 torre del nero · f3 donna del bianco · d2 pedone del bianco · h2 re del bianco · b1 alfiere del nero · c1 alfiere del nero · d1 cavallo del nero | 8 |
| 7 | a8 torre del nero · c7 pedone del nero · d7 torre del bianco · e7 alfiere del bianco · g7 pedone del nero · d6 cavallo del nero · f6 cavallo del bianco · c5 pedone del nero · e5 cavallo del bianco · g5 pedone del nero · f4 pedone del nero · g4 pedone del bianco · h4 re del nero · a3 torre del nero · f3 donna del bianco · d2 pedone del bianco · h2 re del bianco · b1 alfiere del nero · c1 alfiere del nero · d1 cavallo del nero | a8 torre del nero · c7 pedone del nero · d7 torre del bianco · e7 alfiere del bianco · g7 pedone del nero · d6 cavallo del nero · f6 cavallo del bianco · c5 pedone del nero · e5 cavallo del bianco · g5 pedone del nero · f4 pedone del nero · g4 pedone del bianco · h4 re del nero · a3 torre del nero · f3 donna del bianco · d2 pedone del bianco · h2 re del bianco · b1 alfiere del nero · c1 alfiere del nero · d1 cavallo del nero | a8 torre del nero · c7 pedone del nero · d7 torre del bianco · e7 alfiere del bianco · g7 pedone del nero · d6 cavallo del nero · f6 cavallo del bianco · c5 pedone del nero · e5 cavallo del bianco · g5 pedone del nero · f4 pedone del nero · g4 pedone del bianco · h4 re del nero · a3 torre del nero · f3 donna del bianco · d2 pedone del bianco · h2 re del bianco · b1 alfiere del nero · c1 alfiere del nero · d1 cavallo del nero | a8 torre del nero · c7 pedone del nero · d7 torre del bianco · e7 alfiere del bianco · g7 pedone del nero · d6 cavallo del nero · f6 cavallo del bianco · c5 pedone del nero · e5 cavallo del bianco · g5 pedone del nero · f4 pedone del nero · g4 pedone del bianco · h4 re del nero · a3 torre del nero · f3 donna del bianco · d2 pedone del bianco · h2 re del bianco · b1 alfiere del nero · c1 alfiere del nero · d1 cavallo del nero | a8 torre del nero · c7 pedone del nero · d7 torre del bianco · e7 alfiere del bianco · g7 pedone del nero · d6 cavallo del nero · f6 cavallo del bianco · c5 pedone del nero · e5 cavallo del bianco · g5 pedone del nero · f4 pedone del nero · g4 pedone del bianco · h4 re del nero · a3 torre del nero · f3 donna del bianco · d2 pedone del bianco · h2 re del bianco · b1 alfiere del nero · c1 alfiere del nero · d1 cavallo del nero | a8 torre del nero · c7 pedone del nero · d7 torre del bianco · e7 alfiere del bianco · g7 pedone del nero · d6 cavallo del nero · f6 cavallo del bianco · c5 pedone del nero · e5 cavallo del bianco · g5 pedone del nero · f4 pedone del nero · g4 pedone del bianco · h4 re del nero · a3 torre del nero · f3 donna del bianco · d2 pedone del bianco · h2 re del bianco · b1 alfiere del nero · c1 alfiere del nero · d1 cavallo del nero | a8 torre del nero · c7 pedone del nero · d7 torre del bianco · e7 alfiere del bianco · g7 pedone del nero · d6 cavallo del nero · f6 cavallo del bianco · c5 pedone del nero · e5 cavallo del bianco · g5 pedone del nero · f4 pedone del nero · g4 pedone del bianco · h4 re del nero · a3 torre del nero · f3 donna del bianco · d2 pedone del bianco · h2 re del bianco · b1 alfiere del nero · c1 alfiere del nero · d1 cavallo del nero | a8 torre del nero · c7 pedone del nero · d7 torre del bianco · e7 alfiere del bianco · g7 pedone del nero · d6 cavallo del nero · f6 cavallo del bianco · c5 pedone del nero · e5 cavallo del bianco · g5 pedone del nero · f4 pedone del nero · g4 pedone del bianco · h4 re del nero · a3 torre del nero · f3 donna del bianco · d2 pedone del bianco · h2 re del bianco · b1 alfiere del nero · c1 alfiere del nero · d1 cavallo del nero | 7 |
| 6 | a8 torre del nero · c7 pedone del nero · d7 torre del bianco · e7 alfiere del bianco · g7 pedone del nero · d6 cavallo del nero · f6 cavallo del bianco · c5 pedone del nero · e5 cavallo del bianco · g5 pedone del nero · f4 pedone del nero · g4 pedone del bianco · h4 re del nero · a3 torre del nero · f3 donna del bianco · d2 pedone del bianco · h2 re del bianco · b1 alfiere del nero · c1 alfiere del nero · d1 cavallo del nero | a8 torre del nero · c7 pedone del nero · d7 torre del bianco · e7 alfiere del bianco · g7 pedone del nero · d6 cavallo del nero · f6 cavallo del bianco · c5 pedone del nero · e5 cavallo del bianco · g5 pedone del nero · f4 pedone del nero · g4 pedone del bianco · h4 re del nero · a3 torre del nero · f3 donna del bianco · d2 pedone del bianco · h2 re del bianco · b1 alfiere del nero · c1 alfiere del nero · d1 cavallo del nero | a8 torre del nero · c7 pedone del nero · d7 torre del bianco · e7 alfiere del bianco · g7 pedone del nero · d6 cavallo del nero · f6 cavallo del bianco · c5 pedone del nero · e5 cavallo del bianco · g5 pedone del nero · f4 pedone del nero · g4 pedone del bianco · h4 re del nero · a3 torre del nero · f3 donna del bianco · d2 pedone del bianco · h2 re del bianco · b1 alfiere del nero · c1 alfiere del nero · d1 cavallo del nero | a8 torre del nero · c7 pedone del nero · d7 torre del bianco · e7 alfiere del bianco · g7 pedone del nero · d6 cavallo del nero · f6 cavallo del bianco · c5 pedone del nero · e5 cavallo del bianco · g5 pedone del nero · f4 pedone del nero · g4 pedone del bianco · h4 re del nero · a3 torre del nero · f3 donna del bianco · d2 pedone del bianco · h2 re del bianco · b1 alfiere del nero · c1 alfiere del nero · d1 cavallo del nero | a8 torre del nero · c7 pedone del nero · d7 torre del bianco · e7 alfiere del bianco · g7 pedone del nero · d6 cavallo del nero · f6 cavallo del bianco · c5 pedone del nero · e5 cavallo del bianco · g5 pedone del nero · f4 pedone del nero · g4 pedone del bianco · h4 re del nero · a3 torre del nero · f3 donna del bianco · d2 pedone del bianco · h2 re del bianco · b1 alfiere del nero · c1 alfiere del nero · d1 cavallo del nero | a8 torre del nero · c7 pedone del nero · d7 torre del bianco · e7 alfiere del bianco · g7 pedone del nero · d6 cavallo del nero · f6 cavallo del bianco · c5 pedone del nero · e5 cavallo del bianco · g5 pedone del nero · f4 pedone del nero · g4 pedone del bianco · h4 re del nero · a3 torre del nero · f3 donna del bianco · d2 pedone del bianco · h2 re del bianco · b1 alfiere del nero · c1 alfiere del nero · d1 cavallo del nero | a8 torre del nero · c7 pedone del nero · d7 torre del bianco · e7 alfiere del bianco · g7 pedone del nero · d6 cavallo del nero · f6 cavallo del bianco · c5 pedone del nero · e5 cavallo del bianco · g5 pedone del nero · f4 pedone del nero · g4 pedone del bianco · h4 re del nero · a3 torre del nero · f3 donna del bianco · d2 pedone del bianco · h2 re del bianco · b1 alfiere del nero · c1 alfiere del nero · d1 cavallo del nero | a8 torre del nero · c7 pedone del nero · d7 torre del bianco · e7 alfiere del bianco · g7 pedone del nero · d6 cavallo del nero · f6 cavallo del bianco · c5 pedone del nero · e5 cavallo del bianco · g5 pedone del nero · f4 pedone del nero · g4 pedone del bianco · h4 re del nero · a3 torre del nero · f3 donna del bianco · d2 pedone del bianco · h2 re del bianco · b1 alfiere del nero · c1 alfiere del nero · d1 cavallo del nero | 6 |
| 5 | a8 torre del nero · c7 pedone del nero · d7 torre del bianco · e7 alfiere del bianco · g7 pedone del nero · d6 cavallo del nero · f6 cavallo del bianco · c5 pedone del nero · e5 cavallo del bianco · g5 pedone del nero · f4 pedone del nero · g4 pedone del bianco · h4 re del nero · a3 torre del nero · f3 donna del bianco · d2 pedone del bianco · h2 re del bianco · b1 alfiere del nero · c1 alfiere del nero · d1 cavallo del nero | a8 torre del nero · c7 pedone del nero · d7 torre del bianco · e7 alfiere del bianco · g7 pedone del nero · d6 cavallo del nero · f6 cavallo del bianco · c5 pedone del nero · e5 cavallo del bianco · g5 pedone del nero · f4 pedone del nero · g4 pedone del bianco · h4 re del nero · a3 torre del nero · f3 donna del bianco · d2 pedone del bianco · h2 re del bianco · b1 alfiere del nero · c1 alfiere del nero · d1 cavallo del nero | a8 torre del nero · c7 pedone del nero · d7 torre del bianco · e7 alfiere del bianco · g7 pedone del nero · d6 cavallo del nero · f6 cavallo del bianco · c5 pedone del nero · e5 cavallo del bianco · g5 pedone del nero · f4 pedone del nero · g4 pedone del bianco · h4 re del nero · a3 torre del nero · f3 donna del bianco · d2 pedone del bianco · h2 re del bianco · b1 alfiere del nero · c1 alfiere del nero · d1 cavallo del nero | a8 torre del nero · c7 pedone del nero · d7 torre del bianco · e7 alfiere del bianco · g7 pedone del nero · d6 cavallo del nero · f6 cavallo del bianco · c5 pedone del nero · e5 cavallo del bianco · g5 pedone del nero · f4 pedone del nero · g4 pedone del bianco · h4 re del nero · a3 torre del nero · f3 donna del bianco · d2 pedone del bianco · h2 re del bianco · b1 alfiere del nero · c1 alfiere del nero · d1 cavallo del nero | a8 torre del nero · c7 pedone del nero · d7 torre del bianco · e7 alfiere del bianco · g7 pedone del nero · d6 cavallo del nero · f6 cavallo del bianco · c5 pedone del nero · e5 cavallo del bianco · g5 pedone del nero · f4 pedone del nero · g4 pedone del bianco · h4 re del nero · a3 torre del nero · f3 donna del bianco · d2 pedone del bianco · h2 re del bianco · b1 alfiere del nero · c1 alfiere del nero · d1 cavallo del nero | a8 torre del nero · c7 pedone del nero · d7 torre del bianco · e7 alfiere del bianco · g7 pedone del nero · d6 cavallo del nero · f6 cavallo del bianco · c5 pedone del nero · e5 cavallo del bianco · g5 pedone del nero · f4 pedone del nero · g4 pedone del bianco · h4 re del nero · a3 torre del nero · f3 donna del bianco · d2 pedone del bianco · h2 re del bianco · b1 alfiere del nero · c1 alfiere del nero · d1 cavallo del nero | a8 torre del nero · c7 pedone del nero · d7 torre del bianco · e7 alfiere del bianco · g7 pedone del nero · d6 cavallo del nero · f6 cavallo del bianco · c5 pedone del nero · e5 cavallo del bianco · g5 pedone del nero · f4 pedone del nero · g4 pedone del bianco · h4 re del nero · a3 torre del nero · f3 donna del bianco · d2 pedone del bianco · h2 re del bianco · b1 alfiere del nero · c1 alfiere del nero · d1 cavallo del nero | a8 torre del nero · c7 pedone del nero · d7 torre del bianco · e7 alfiere del bianco · g7 pedone del nero · d6 cavallo del nero · f6 cavallo del bianco · c5 pedone del nero · e5 cavallo del bianco · g5 pedone del nero · f4 pedone del nero · g4 pedone del bianco · h4 re del nero · a3 torre del nero · f3 donna del bianco · d2 pedone del bianco · h2 re del bianco · b1 alfiere del nero · c1 alfiere del nero · d1 cavallo del nero | 5 |
| 4 | a8 torre del nero · c7 pedone del nero · d7 torre del bianco · e7 alfiere del bianco · g7 pedone del nero · d6 cavallo del nero · f6 cavallo del bianco · c5 pedone del nero · e5 cavallo del bianco · g5 pedone del nero · f4 pedone del nero · g4 pedone del bianco · h4 re del nero · a3 torre del nero · f3 donna del bianco · d2 pedone del bianco · h2 re del bianco · b1 alfiere del nero · c1 alfiere del nero · d1 cavallo del nero | a8 torre del nero · c7 pedone del nero · d7 torre del bianco · e7 alfiere del bianco · g7 pedone del nero · d6 cavallo del nero · f6 cavallo del bianco · c5 pedone del nero · e5 cavallo del bianco · g5 pedone del nero · f4 pedone del nero · g4 pedone del bianco · h4 re del nero · a3 torre del nero · f3 donna del bianco · d2 pedone del bianco · h2 re del bianco · b1 alfiere del nero · c1 alfiere del nero · d1 cavallo del nero | a8 torre del nero · c7 pedone del nero · d7 torre del bianco · e7 alfiere del bianco · g7 pedone del nero · d6 cavallo del nero · f6 cavallo del bianco · c5 pedone del nero · e5 cavallo del bianco · g5 pedone del nero · f4 pedone del nero · g4 pedone del bianco · h4 re del nero · a3 torre del nero · f3 donna del bianco · d2 pedone del bianco · h2 re del bianco · b1 alfiere del nero · c1 alfiere del nero · d1 cavallo del nero | a8 torre del nero · c7 pedone del nero · d7 torre del bianco · e7 alfiere del bianco · g7 pedone del nero · d6 cavallo del nero · f6 cavallo del bianco · c5 pedone del nero · e5 cavallo del bianco · g5 pedone del nero · f4 pedone del nero · g4 pedone del bianco · h4 re del nero · a3 torre del nero · f3 donna del bianco · d2 pedone del bianco · h2 re del bianco · b1 alfiere del nero · c1 alfiere del nero · d1 cavallo del nero | a8 torre del nero · c7 pedone del nero · d7 torre del bianco · e7 alfiere del bianco · g7 pedone del nero · d6 cavallo del nero · f6 cavallo del bianco · c5 pedone del nero · e5 cavallo del bianco · g5 pedone del nero · f4 pedone del nero · g4 pedone del bianco · h4 re del nero · a3 torre del nero · f3 donna del bianco · d2 pedone del bianco · h2 re del bianco · b1 alfiere del nero · c1 alfiere del nero · d1 cavallo del nero | a8 torre del nero · c7 pedone del nero · d7 torre del bianco · e7 alfiere del bianco · g7 pedone del nero · d6 cavallo del nero · f6 cavallo del bianco · c5 pedone del nero · e5 cavallo del bianco · g5 pedone del nero · f4 pedone del nero · g4 pedone del bianco · h4 re del nero · a3 torre del nero · f3 donna del bianco · d2 pedone del bianco · h2 re del bianco · b1 alfiere del nero · c1 alfiere del nero · d1 cavallo del nero | a8 torre del nero · c7 pedone del nero · d7 torre del bianco · e7 alfiere del bianco · g7 pedone del nero · d6 cavallo del nero · f6 cavallo del bianco · c5 pedone del nero · e5 cavallo del bianco · g5 pedone del nero · f4 pedone del nero · g4 pedone del bianco · h4 re del nero · a3 torre del nero · f3 donna del bianco · d2 pedone del bianco · h2 re del bianco · b1 alfiere del nero · c1 alfiere del nero · d1 cavallo del nero | a8 torre del nero · c7 pedone del nero · d7 torre del bianco · e7 alfiere del bianco · g7 pedone del nero · d6 cavallo del nero · f6 cavallo del bianco · c5 pedone del nero · e5 cavallo del bianco · g5 pedone del nero · f4 pedone del nero · g4 pedone del bianco · h4 re del nero · a3 torre del nero · f3 donna del bianco · d2 pedone del bianco · h2 re del bianco · b1 alfiere del nero · c1 alfiere del nero · d1 cavallo del nero | 4 |
| 3 | a8 torre del nero · c7 pedone del nero · d7 torre del bianco · e7 alfiere del bianco · g7 pedone del nero · d6 cavallo del nero · f6 cavallo del bianco · c5 pedone del nero · e5 cavallo del bianco · g5 pedone del nero · f4 pedone del nero · g4 pedone del bianco · h4 re del nero · a3 torre del nero · f3 donna del bianco · d2 pedone del bianco · h2 re del bianco · b1 alfiere del nero · c1 alfiere del nero · d1 cavallo del nero | a8 torre del nero · c7 pedone del nero · d7 torre del bianco · e7 alfiere del bianco · g7 pedone del nero · d6 cavallo del nero · f6 cavallo del bianco · c5 pedone del nero · e5 cavallo del bianco · g5 pedone del nero · f4 pedone del nero · g4 pedone del bianco · h4 re del nero · a3 torre del nero · f3 donna del bianco · d2 pedone del bianco · h2 re del bianco · b1 alfiere del nero · c1 alfiere del nero · d1 cavallo del nero | a8 torre del nero · c7 pedone del nero · d7 torre del bianco · e7 alfiere del bianco · g7 pedone del nero · d6 cavallo del nero · f6 cavallo del bianco · c5 pedone del nero · e5 cavallo del bianco · g5 pedone del nero · f4 pedone del nero · g4 pedone del bianco · h4 re del nero · a3 torre del nero · f3 donna del bianco · d2 pedone del bianco · h2 re del bianco · b1 alfiere del nero · c1 alfiere del nero · d1 cavallo del nero | a8 torre del nero · c7 pedone del nero · d7 torre del bianco · e7 alfiere del bianco · g7 pedone del nero · d6 cavallo del nero · f6 cavallo del bianco · c5 pedone del nero · e5 cavallo del bianco · g5 pedone del nero · f4 pedone del nero · g4 pedone del bianco · h4 re del nero · a3 torre del nero · f3 donna del bianco · d2 pedone del bianco · h2 re del bianco · b1 alfiere del nero · c1 alfiere del nero · d1 cavallo del nero | a8 torre del nero · c7 pedone del nero · d7 torre del bianco · e7 alfiere del bianco · g7 pedone del nero · d6 cavallo del nero · f6 cavallo del bianco · c5 pedone del nero · e5 cavallo del bianco · g5 pedone del nero · f4 pedone del nero · g4 pedone del bianco · h4 re del nero · a3 torre del nero · f3 donna del bianco · d2 pedone del bianco · h2 re del bianco · b1 alfiere del nero · c1 alfiere del nero · d1 cavallo del nero | a8 torre del nero · c7 pedone del nero · d7 torre del bianco · e7 alfiere del bianco · g7 pedone del nero · d6 cavallo del nero · f6 cavallo del bianco · c5 pedone del nero · e5 cavallo del bianco · g5 pedone del nero · f4 pedone del nero · g4 pedone del bianco · h4 re del nero · a3 torre del nero · f3 donna del bianco · d2 pedone del bianco · h2 re del bianco · b1 alfiere del nero · c1 alfiere del nero · d1 cavallo del nero | a8 torre del nero · c7 pedone del nero · d7 torre del bianco · e7 alfiere del bianco · g7 pedone del nero · d6 cavallo del nero · f6 cavallo del bianco · c5 pedone del nero · e5 cavallo del bianco · g5 pedone del nero · f4 pedone del nero · g4 pedone del bianco · h4 re del nero · a3 torre del nero · f3 donna del bianco · d2 pedone del bianco · h2 re del bianco · b1 alfiere del nero · c1 alfiere del nero · d1 cavallo del nero | a8 torre del nero · c7 pedone del nero · d7 torre del bianco · e7 alfiere del bianco · g7 pedone del nero · d6 cavallo del nero · f6 cavallo del bianco · c5 pedone del nero · e5 cavallo del bianco · g5 pedone del nero · f4 pedone del nero · g4 pedone del bianco · h4 re del nero · a3 torre del nero · f3 donna del bianco · d2 pedone del bianco · h2 re del bianco · b1 alfiere del nero · c1 alfiere del nero · d1 cavallo del nero | 3 |
| 2 | a8 torre del nero · c7 pedone del nero · d7 torre del bianco · e7 alfiere del bianco · g7 pedone del nero · d6 cavallo del nero · f6 cavallo del bianco · c5 pedone del nero · e5 cavallo del bianco · g5 pedone del nero · f4 pedone del nero · g4 pedone del bianco · h4 re del nero · a3 torre del nero · f3 donna del bianco · d2 pedone del bianco · h2 re del bianco · b1 alfiere del nero · c1 alfiere del nero · d1 cavallo del nero | a8 torre del nero · c7 pedone del nero · d7 torre del bianco · e7 alfiere del bianco · g7 pedone del nero · d6 cavallo del nero · f6 cavallo del bianco · c5 pedone del nero · e5 cavallo del bianco · g5 pedone del nero · f4 pedone del nero · g4 pedone del bianco · h4 re del nero · a3 torre del nero · f3 donna del bianco · d2 pedone del bianco · h2 re del bianco · b1 alfiere del nero · c1 alfiere del nero · d1 cavallo del nero | a8 torre del nero · c7 pedone del nero · d7 torre del bianco · e7 alfiere del bianco · g7 pedone del nero · d6 cavallo del nero · f6 cavallo del bianco · c5 pedone del nero · e5 cavallo del bianco · g5 pedone del nero · f4 pedone del nero · g4 pedone del bianco · h4 re del nero · a3 torre del nero · f3 donna del bianco · d2 pedone del bianco · h2 re del bianco · b1 alfiere del nero · c1 alfiere del nero · d1 cavallo del nero | a8 torre del nero · c7 pedone del nero · d7 torre del bianco · e7 alfiere del bianco · g7 pedone del nero · d6 cavallo del nero · f6 cavallo del bianco · c5 pedone del nero · e5 cavallo del bianco · g5 pedone del nero · f4 pedone del nero · g4 pedone del bianco · h4 re del nero · a3 torre del nero · f3 donna del bianco · d2 pedone del bianco · h2 re del bianco · b1 alfiere del nero · c1 alfiere del nero · d1 cavallo del nero | a8 torre del nero · c7 pedone del nero · d7 torre del bianco · e7 alfiere del bianco · g7 pedone del nero · d6 cavallo del nero · f6 cavallo del bianco · c5 pedone del nero · e5 cavallo del bianco · g5 pedone del nero · f4 pedone del nero · g4 pedone del bianco · h4 re del nero · a3 torre del nero · f3 donna del bianco · d2 pedone del bianco · h2 re del bianco · b1 alfiere del nero · c1 alfiere del nero · d1 cavallo del nero | a8 torre del nero · c7 pedone del nero · d7 torre del bianco · e7 alfiere del bianco · g7 pedone del nero · d6 cavallo del nero · f6 cavallo del bianco · c5 pedone del nero · e5 cavallo del bianco · g5 pedone del nero · f4 pedone del nero · g4 pedone del bianco · h4 re del nero · a3 torre del nero · f3 donna del bianco · d2 pedone del bianco · h2 re del bianco · b1 alfiere del nero · c1 alfiere del nero · d1 cavallo del nero | a8 torre del nero · c7 pedone del nero · d7 torre del bianco · e7 alfiere del bianco · g7 pedone del nero · d6 cavallo del nero · f6 cavallo del bianco · c5 pedone del nero · e5 cavallo del bianco · g5 pedone del nero · f4 pedone del nero · g4 pedone del bianco · h4 re del nero · a3 torre del nero · f3 donna del bianco · d2 pedone del bianco · h2 re del bianco · b1 alfiere del nero · c1 alfiere del nero · d1 cavallo del nero | a8 torre del nero · c7 pedone del nero · d7 torre del bianco · e7 alfiere del bianco · g7 pedone del nero · d6 cavallo del nero · f6 cavallo del bianco · c5 pedone del nero · e5 cavallo del bianco · g5 pedone del nero · f4 pedone del nero · g4 pedone del bianco · h4 re del nero · a3 torre del nero · f3 donna del bianco · d2 pedone del bianco · h2 re del bianco · b1 alfiere del nero · c1 alfiere del nero · d1 cavallo del nero | 2 |
| 1 | a8 torre del nero · c7 pedone del nero · d7 torre del bianco · e7 alfiere del bianco · g7 pedone del nero · d6 cavallo del nero · f6 cavallo del bianco · c5 pedone del nero · e5 cavallo del bianco · g5 pedone del nero · f4 pedone del nero · g4 pedone del bianco · h4 re del nero · a3 torre del nero · f3 donna del bianco · d2 pedone del bianco · h2 re del bianco · b1 alfiere del nero · c1 alfiere del nero · d1 cavallo del nero | a8 torre del nero · c7 pedone del nero · d7 torre del bianco · e7 alfiere del bianco · g7 pedone del nero · d6 cavallo del nero · f6 cavallo del bianco · c5 pedone del nero · e5 cavallo del bianco · g5 pedone del nero · f4 pedone del nero · g4 pedone del bianco · h4 re del nero · a3 torre del nero · f3 donna del bianco · d2 pedone del bianco · h2 re del bianco · b1 alfiere del nero · c1 alfiere del nero · d1 cavallo del nero | a8 torre del nero · c7 pedone del nero · d7 torre del bianco · e7 alfiere del bianco · g7 pedone del nero · d6 cavallo del nero · f6 cavallo del bianco · c5 pedone del nero · e5 cavallo del bianco · g5 pedone del nero · f4 pedone del nero · g4 pedone del bianco · h4 re del nero · a3 torre del nero · f3 donna del bianco · d2 pedone del bianco · h2 re del bianco · b1 alfiere del nero · c1 alfiere del nero · d1 cavallo del nero | a8 torre del nero · c7 pedone del nero · d7 torre del bianco · e7 alfiere del bianco · g7 pedone del nero · d6 cavallo del nero · f6 cavallo del bianco · c5 pedone del nero · e5 cavallo del bianco · g5 pedone del nero · f4 pedone del nero · g4 pedone del bianco · h4 re del nero · a3 torre del nero · f3 donna del bianco · d2 pedone del bianco · h2 re del bianco · b1 alfiere del nero · c1 alfiere del nero · d1 cavallo del nero | a8 torre del nero · c7 pedone del nero · d7 torre del bianco · e7 alfiere del bianco · g7 pedone del nero · d6 cavallo del nero · f6 cavallo del bianco · c5 pedone del nero · e5 cavallo del bianco · g5 pedone del nero · f4 pedone del nero · g4 pedone del bianco · h4 re del nero · a3 torre del nero · f3 donna del bianco · d2 pedone del bianco · h2 re del bianco · b1 alfiere del nero · c1 alfiere del nero · d1 cavallo del nero | a8 torre del nero · c7 pedone del nero · d7 torre del bianco · e7 alfiere del bianco · g7 pedone del nero · d6 cavallo del nero · f6 cavallo del bianco · c5 pedone del nero · e5 cavallo del bianco · g5 pedone del nero · f4 pedone del nero · g4 pedone del bianco · h4 re del nero · a3 torre del nero · f3 donna del bianco · d2 pedone del bianco · h2 re del bianco · b1 alfiere del nero · c1 alfiere del nero · d1 cavallo del nero | a8 torre del nero · c7 pedone del nero · d7 torre del bianco · e7 alfiere del bianco · g7 pedone del nero · d6 cavallo del nero · f6 cavallo del bianco · c5 pedone del nero · e5 cavallo del bianco · g5 pedone del nero · f4 pedone del nero · g4 pedone del bianco · h4 re del nero · a3 torre del nero · f3 donna del bianco · d2 pedone del bianco · h2 re del bianco · b1 alfiere del nero · c1 alfiere del nero · d1 cavallo del nero | a8 torre del nero · c7 pedone del nero · d7 torre del bianco · e7 alfiere del bianco · g7 pedone del nero · d6 cavallo del nero · f6 cavallo del bianco · c5 pedone del nero · e5 cavallo del bianco · g5 pedone del nero · f4 pedone del nero · g4 pedone del bianco · h4 re del nero · a3 torre del nero · f3 donna del bianco · d2 pedone del bianco · h2 re del bianco · b1 alfiere del nero · c1 alfiere del nero · d1 cavallo del nero | 1 |
|   | a | b | c | d | e | f | g | h |   |

Soluzione:
Chiave:  1. Ad8!
1... gxf6  2. Cd3 Axd3  3. Dh3#

(2... Txd3  3. Th7#)
1... Ce8  2. Td3 Axd3  3. Dh3#

(2... Txd3  3. Cg6#)
1... Ab2  2. d3 Txd3  3. Cg6#